# Алекс Тачі-Менса
Александер Тачі-Менса (англ. Alexander Tachie-Mensah; нар. 15 лютого 1977, Аккра, Гана) — ганський футболіст, що грав на позиції нападника.
Виступав, зокрема, за клуби «Ксамакс» та «Санкт-Галлен», а також національну збірну Гани.

## Клубна кар'єра
У дорослому футболі дебютував 1999 року виступами за команду клубу «Ебусуа Дварфс», в якій провів один сезон, взявши участь у 39 матчах чемпіонату.
Своєю грою за цю команду привернув увагу представників тренерського штабу швейцарського «Ксамакса», до складу якого приєднався 2000 року. Відіграв за команду з Невшателя наступні два сезони своєї ігрової кар'єри. Більшість часу, проведеного у складі «Ксамакса», був основним гравцем атакувальної ланки команди. У складі «Ксамакса» був одним з головних бомбардирів команди, маючи середню результативність на рівні 0,44 голу за гру першості.
2002 року перейшов до клубу «Санкт-Галлен», за який відіграв 7 сезонів. Граючи у складі «Санкт-Галлена» також здебільшого виходив на поле в основному складі команди. В новому клубі був серед найкращих голеодорів, відзначаючись забитим голом в середньому щонайменше у кожній третій грі чемпіонату. Завершив професійну кар'єру футболіста 2009 року виступами за команду цього клубу.

## Виступи за збірну
2001 року дебютував в офіційних матчах у складі національної збірної Гани. Протягом кар'єри у національній команді, яка тривала сім років, провів у формі головної команди країни лише 11 матчів, забивши 1 гол.
У складі збірної був учасником Кубка африканських націй 2002 року у Малі, чемпіонату світу 2006 року в Німеччині.